# Método de los cuadrantes centrados en un punto
Método de los cuadrantes centrados en un punto o método de distancia a un punto es una forma de medición de la disposición espacial horizontal y de abundancia de la vegetación de un lugar en estudio. El método consiste en medir la distancia de especies vegetales desde un punto tomado al azar, lo que permite calcular la abundancia de las especies, que al encontrarse más cerca del punto serán más preponderantes. Este método también considera
- Densidad: número de individuos de una especie por unidad de área.
- Densidad relativa: densidad de una especie referida a la densidad de todas las especies del área. En donde existen varios tipos de cuadrantes secundarios en tu casa
- Frecuencia: número de muestras en las que se encuentra una especie.
- Frecuencia relativa: la frecuencia de una especie con referencia a la frecuencia total de todas las especies.
- Dominancia: la cobertura de todos los individuos de una especie, medida en unidades de superficie.
- Dominancia relativa: la dominancia de una especie, referida a la dominancia de todas las especies.[1]

## Procedimiento
En el procedimiento se localizan puntos al azar dentro del área de muestreo. Sin embargo,
en muchos casos es conveniente escoger puntos a lo largo de una serie de líneas
transecto que crucen el área que se describe, utilizando para esto la cinta métrica para
establecer puntos equidistantes. Cada línea transecto será la directriz. El punto localizado
se señala con una estaca. La zona que rodea al punto de muestreo se divide en cuatro partes iguales o cuadrantes. Estos no tienen límites. Se asigna a cada punto de muestreo y
cuadrantes números y letras respectivamente, de manera que pueda formar series
identificables en los cálculos. En cada cuadrante se busca el árbol más cercano al punto
central, se identifica la especie y se mide la Distancia entre este y el punto. Se mide
también el Diámetro del tronco en cm a la altura del pecho (DAP o también conocido
como diámetro normal) con la cinta diamétrica; si son varios tallos se suman sus medidas.
Esto significa que se está midiendo el Área Basal (A.B.), dato del individuo para conocer
su Dominancia espacial en la comunidad.
Una vez obtenidos los valores se pueden calcular los siguientes parámetros:
- Distancia total: suma de las distancias de todos los individuos.
- Distancia media: promedio de las distancias de todos los individuos.
- Área media: (distancia total / número de individuos muestreados)2
- Densidad absoluta total (# de árboles por unidad de área): Unidad de área deseada a estimar / Distancia media2
- Dominancia absoluta: A.B. media de la especie x Número de árboles de la especie donde A.B. = Área basal = Diámetro del tronco (D.A.P.)
- Frecuencia absoluta: (Número de puntos con la especie / Total de puntos muestreados) x 100
- Densidad relativa: (Número de individuos de la especie / Número de individuos de todas las especies) x 100
- Dominancia relativa: (Dominancia absoluta de la especie / Dominancia absoluta de todas las especies) x 100
- Frecuencia relativa: (Frecuencia absoluta de la especie / Frecuencia absoluta de todas las especies) x 100
- Valor de importancia (V.I.): Densidad relativa + Dominancia relativa + Frecuencia relativa